# 6. sončev cikel
6. sončev cikel je bil šesti sončev cikel od leta 1755, ko se je začelo intenzivnejše število sončevih peg. Cikel je trajal 12,8 let, z začetkom avgusta 1810 in koncem maja 1823 (in je sovpadal z Daltonovim minimumom). Maksimalno zglajeno število sončevih peg med ciklom (po formuli SIDC) je bilo 81,2, maja 1816 (najnižji od vseh ciklov tedaj, ker je bil takrat Daltonov minimum) in na začetku minimuma pa je bilo 0,0.